# Címermúzeum (Pápa)

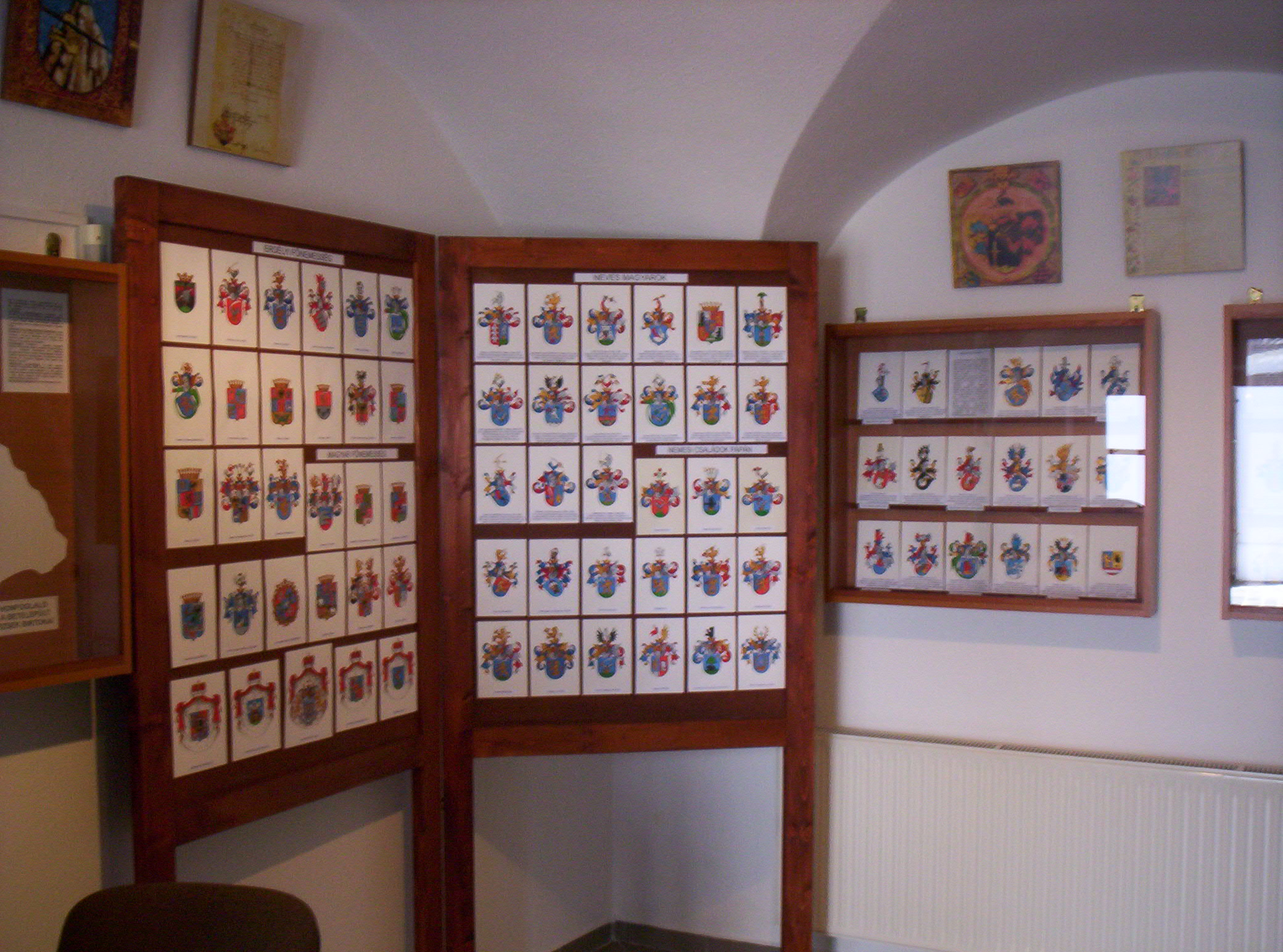
A kiállítás részlete

A pápai Fellner-udvarban található címermúzeumot 2007. május 12-én nyitotta meg Mógor Tamás címerfestő-heraldikus. A kiállítás kiemelkedő történelmi személyek, valamint ismert nemesi családok címereit mutatja be, különös tekintettel a pápai vonatkozásokra. Valamennyi kiállított címer a művész egyedi, kézzel festett munkája, több száz darabos gyűjteményének azonban csak egy része tekinthető meg.